# Gustav von Manstein
Pour les articles homonymes, voir Ehrenreich et Manstein.
Gustav von Manstein (né le 24 août 1805 à Willkischken, en Prusse-Orientale - mort le 11 mai 1877 à Flensbourg), est un général d'infanterie prussien.
Il est le grand-père adoptif d'Erich von Manstein (1887-1973).

## Biographie

### Origine
Gustav est le fils d'Albrecht Ernst von Manstein (1776-1812) et de sa femme Karoline Ernestine, née de Ciesielsky (1778-1848). Son père, major dans le 2e régiment de dragons (pl) et chevalier de la Pour le Mérite, est tué en combat à Piktupönen.

### Carrière militaire

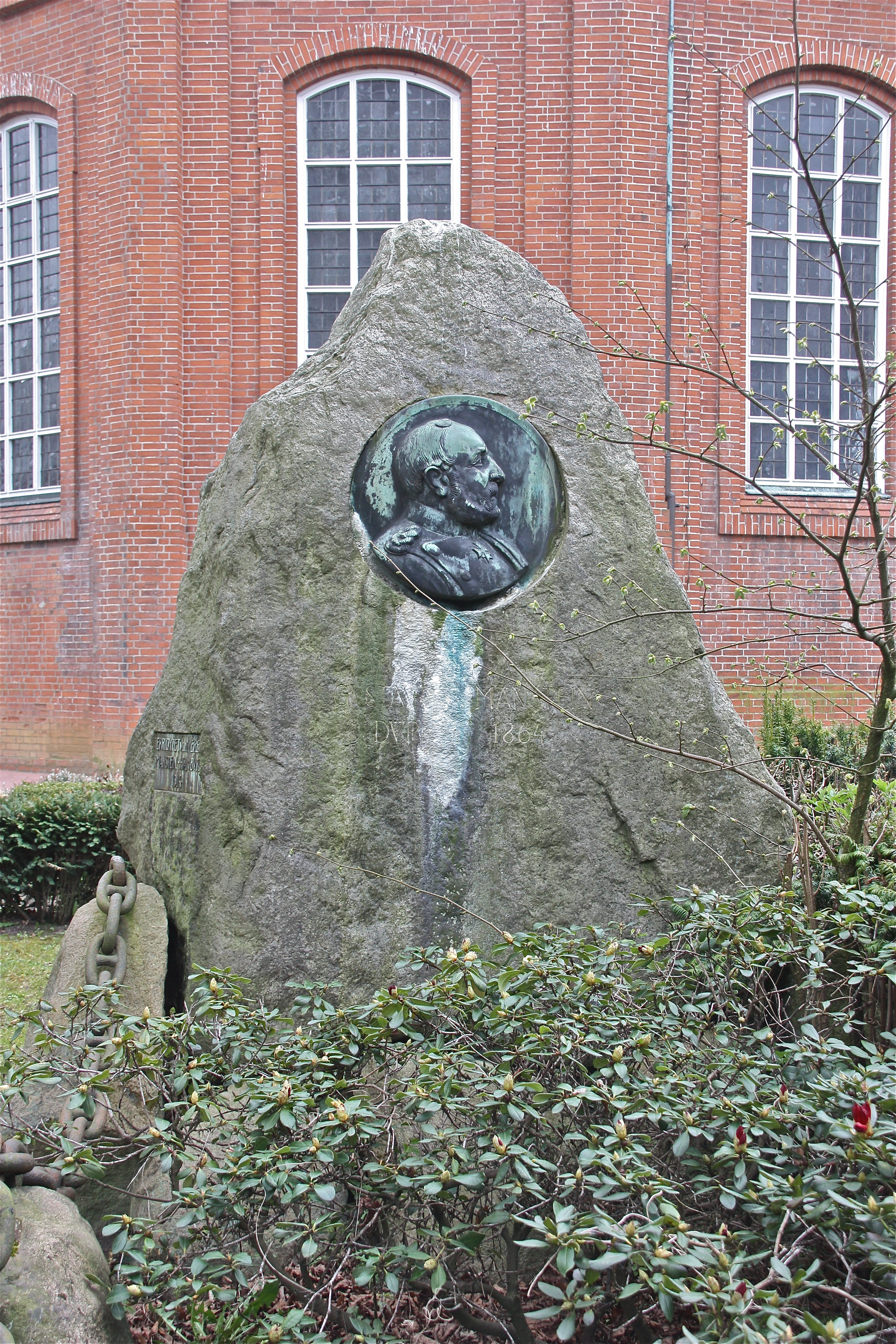
Tombe de Manstein, cimetière de Billwerder

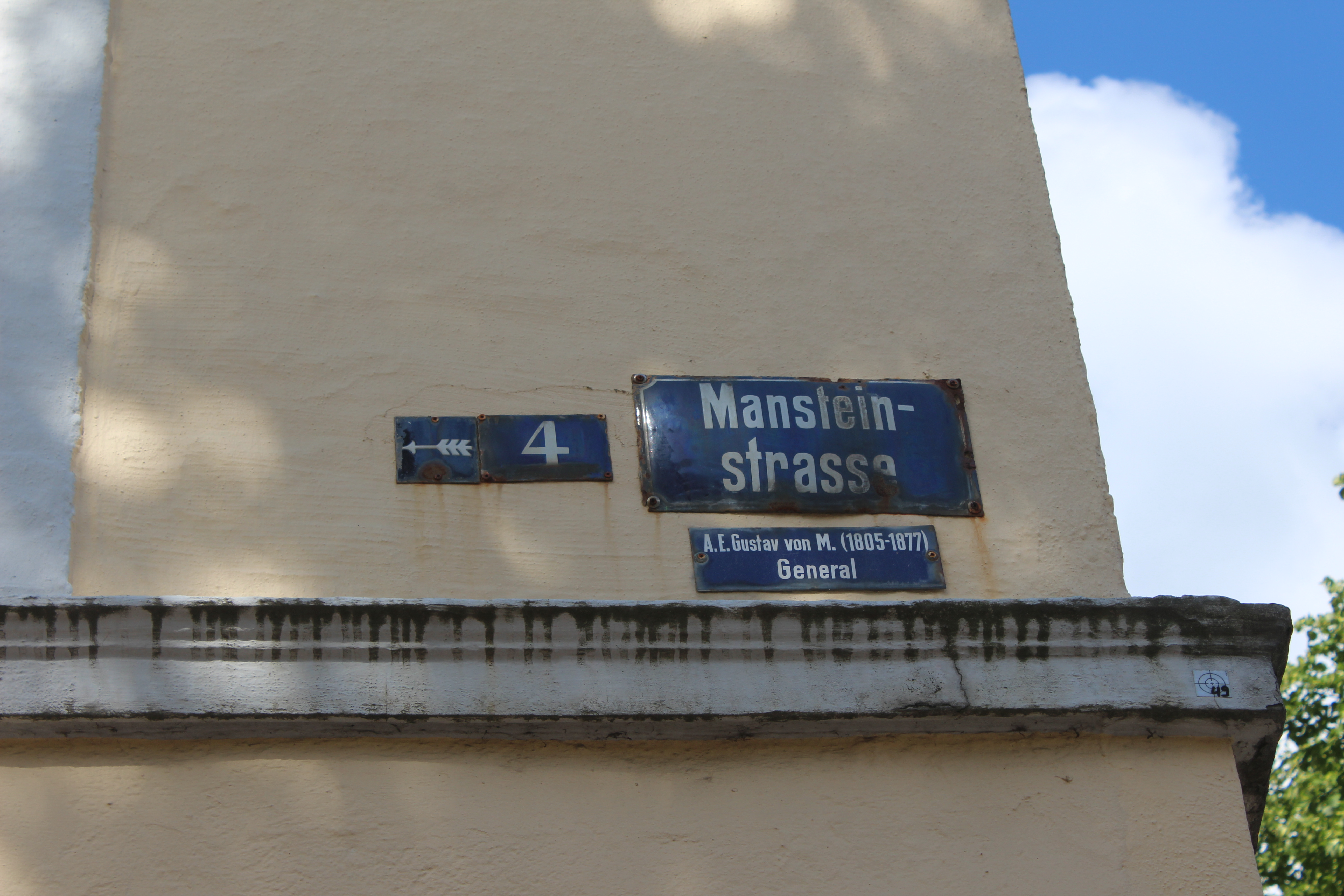
Mansteinstrasse, Hambourg

Dans sa jeunesse, Manstein étudie aux maisons des cadets à Culm et à Berlin. Il rejoint ensuite le 3e régiment de grenadiers de l'armée prussienne en tant que Portepeefähnrich. L'année suivante, il est promu sous-lieutenant. À partir de 1835, Manstein est premier lieutenant du régiment et à partir de 1839 adjudant du 1re brigade de la Landwehr et enfin adjudant au commandement général du 1er corps d'armée du 15 juin 1841 au 21 mars 1843. En 1863, il est promu lieutenant général et commandant de la 6e division d'infanterie. Dans la guerre des Duchés de 1864, il dirige sa division dans la bataille de Dybbøl et dans la bataille d'Als. Pour ces services, Manstein est décoré de l'Ordre Pour le Mérite le 21 avril 1864 et de la Croix de Chevalier de l'Ordre militaire de Marie-Thérèse le 21 août 1864.
Dans la guerre austro-prussienne de 1866, il dirige la réserve de la 1re armée avec laquelle il pourra intervenir de manière décisive à la fin de la bataille de Sadowa. Pour ses services militaires, il reçoit le 20 septembre 1866 les feuilles de chêne pour l'ordre Pour le Mérite. En 1867, il devient le général commandant du 9e corps d'armée et est nommé général de l'infanterie en 1868.
Dans la guerre franco-prussienne de 1870/71, il conduit ses troupes notamment à Saint-Privat, puis sur la Loire à Orléans et au Mans avec d'excellents résultats. Pour ses services dans cette guerre, il reçoit une dotation de 100 000 thalers. La ville d'Altona lui accorde la citoyenneté d'honneur en 1872. À l'occasion de son cinquantième anniversaire de service, Guillaume Ier lui décerne le 20 septembre 1872 la Grand-Croix de l'Ordre de l'Aigle rouge avec des feuilles de chêne et des épées sur l'anneau.
Le 29 juillet 1873, Manstein est mis à disposition, ce qui lui permet de conserver son poste de chef du 84e régiment d'infanterie (de) et de recevoir l'Ordre de l'Aigle noir. Le fort Saint-Quentin de la forteresse de Metz est baptisé de son nom le 1er septembre 1873.
Manstein passe ses dernières années à Billwerder. Là, il est  enterré dans le cimetière de l'église Saint-Nicolas (de).
Dans le quartier de Hambourg de Hoheluft-Ouest, la Mansteinstrasse dans le Generalsviertel dans le quartier d'Eimsbüttel est nommée d'après lui.

### Famille
Manstein se marie le 14 avril 1834 à Königsberg avec Mathilde Sperber (1811-1877). Le mariage donne naissance aux enfants suivants:
- Benno (1836-1870), tué en tant que capitaine prussien au 77e régiment d'infanterie (de) lors de la bataille de Forbach-Spicheren
- Elimar (1838-1882), capitaine prussien à la retraite.
- Wilhelm (* 1841), capitaine prussien
- Georg (de) (1844-1913), lieutenant général prussien marié à Hedwig Bertha von Sperling (née en  1852)